# Кайзер-Вільгельм-Ког
Кайзер-Вільгельм-Ког (нім. Kaiser-Wilhelm-Koog) — громада в Німеччині, розташована в землі Шлезвіг-Гольштейн. Входить до складу району Дітмаршен. Складова частина об'єднання громад Марне-Нордзе.
Площа — 13,06 км2. Населення становить 365 ос. (станом на 31 грудня 2020).